# Нікітін Олександр Геннадійович
Нікітін Олександр Геннадійович (нар. 30 листопада 1971) — український та російський актор.

## Біографія
Народився 1971 року в місті Скрунда Кулдигського району (Латвія) в сім'ї військовослужбовця.
У 1983 році разом з батьками переїхав в Україну.
У 1996 році закінчив театральний факультет Харківського державного інституту мистецтв ім. І.Котляревського за фахом "драматичний актор театру і кіно" (майстерня М.І.Тягніенко).
Був актором: 
- Харківського академічного російського драматичного театру ім. О.С.Пушкіна,
- Донецького російського драматичного театру ім. Артема,
- Київського Національного театру російської драми імені Лесі Українки[1].

З 2003 живе і працює в Москві.
У 2009 році артист брав участь в 3-му сезоні розважального шоу «Танцюю для тебе» на телеканалі «1+1». У парі з танцівницею Катериною Тришиною він боровся за перемогу і в підсумку посів 2-е місце.

## Фільмографія
- 2003 - «Овід»

- 2006 - «Утьосов. Пісня довжиною в життя»

- 2006 - "Диявол із Орлі. Ангел з Орлі»

- 2008 - «Осінній детектив»

- 2009 - «Журов»

- 2011 - «Закрита школа»

- 2012 - «Катіна любов»

- 2013 - «Ангел або демон»

- 2013 - «Між нами, дівчатками»

- 2014 - «Танкісти своїх не кидають»

- 2015 - «Робота над помилками»

- 2016 - «Парфюмерша - 2»

- 2016 - «Злочин»

- 2017 - «Парижанка»

- 2018 - «Особисті рахунки»

- 2018 - «Сфінкси північної брами»

- 2019 - «Біглянка»

- 2019 - «Інша»

- 2021 - «Кришталеві вершини»